# Vitmossen
Vitmossen este o arie protejată (arie specială de conservare — SAC, sit de importanță comunitară — SCI, arie de protecție specială avifaunistică — SPA) din Suedia întinsă pe o suprafață de 157 ha, integral pe uscat.

## Localizare
Centrul sitului Vitmossen este situat la coordonatele 59°51′28″N 16°23′54″E / 59.8578°N 16.3984°E.

## Înființare
Situl Vitmossen a fost declarat sit de importanță comunitară în decembrie 1995 pentru a proteja 5 specii de animale. Alte tipuri de protecție:
- arie de protecție specială avifaunistică (în decembrie 1996)[2]
- arie specială de conservare (în martie 2011)[1][3][4]

## Biodiversitate
Situată în ecoregiunea boreală, aria protejată conține 3 habitate naturale: Turbării active, Mlaștini împădurite, Taiga vestică.
La baza desemnării sitului se află mai multe specii protejate de  păsări (5): sfrâncioc roșiatic (Lanius collurio), vultur pescar (Pandion haliaetus), viespar (Pernis apivorus), ploier auriu (Pluvialis apricaria), cocoșul de mesteacăn (Tetrao tetrix tetrix).